# De Divinatione
De Divinatione (latim para Sobre a adivinhação) é um tratado filosófico em dois livros escritos em 45–44 a.C. por Marco Túlio Cícero, após o assassinato de Júlio César. A obra tem a forma de um diálogo cujos interlocutores são Cicero (falando principalmente no Livro II) e seu irmão Quinto Túlio Cícero. 

## Obra
A obra trata principalmente em refutar a crença na existência de adivinhações, até então prática acreditada entre os romanos. Por relatar sobre as superstições e crenças romanas originalmente adotadas dos gregos, De Divinatione juntamente com a obra De Fato e De Natura Deorum servem de estudo para as crenças e religião estoicas.
De Divinatione é notável também como fonte sobre a concepção de cientificidade na antiguidade clássica romana.